# 麥卡錫山
72°35′S 166°14′E / 72.583°S 166.233°E
麥卡錫山（英語：Mount McCarthy）是南極洲的山峰，位於維多利亞地，處於斯科菲爾德峰西北面2公里，海拔高度2,865米，由新西蘭探險隊命名，現時由南極條約體系管理。